# John Fortescue (domare)
John Fortescue, född omkring 1394, död omkring 1476, var en engelsk rättslärd.
Fortescue, som tillhörde en gammal engelsk familj från Devonshire, blev 1442 "chief justice of the king’s bench" (ordförande i en af de kungliga överdomstolarna), åtföljde efter nederlaget vid Towton 1461 Henrik VI till Skottland och utnämndes av den landsflyktige kungen till Englands kansler. Han vistades sedermera i Flandern och Frankrike i drottning Margaretas följe samt uppfostrade hennes och Henriks son, prins Edvard, och förde de underhandlingar mellan henne, Ludvig XI och Warwick, som ledde till Henrik VI:s kortvariga restauration 1471. Fortescue blev fången vid Tewkesbury samma år, nödgades därefter underkasta sig huset York och drog sig från politiken.
I Frankrike hade han för sin lärjunge prins Edvard författat den berömda, i form av en dialog mellan honom och prinsen skrivna avhandlingen De laudibus legum Angliæ (tryckt 1537; utgiven i engelsk översättning av lord Clermont 1869), vari han lovprisar sitt fosterlands fria statsskick samt särskilt med stolthet framhäver folkets beskattningsrätt och dess deltagande i rättskipningen genom juryn. Hans ävenledes mycket berömda arbete On the governance of the kingdom of England (även kallat The difference between an absolute and a limited monarchy) äger stort värde som den äldsta sammanfattande framställningen av engelsk statsrätt. Verket utgavs 1714 av lord Fortescue och 1885 i en kritisk edition med värdefull inledning av Charles Plummer. Det genomandas av samma frihetskärlek som hans ovannämnda tidigare arbete.